# Гензель и Гретель (фильм, 1990)
«Гензель и Гретель» (итал. Hansel e Gretel) — итальянский телевизионный фильм-сплэттер 1990 года, снятый режиссёром Джованни Симонелли при участии Лучо Фульчи. Вольная адаптация сказки «Гензель и Гретель» братьев Гримм.

## Сюжет
Возвращающихся из оратории домой брата и сестру — Гензеля и Гретель похищает банда, промышлявшая торговлей детьми. Их отвозят в незаконную клинику, специализировавшуюся на «чёрной трансплантологии». Усыпив детей, хирурги-трансплантологи проводят операцию по пересадке детских органов богатому клиенту. А после преступники избавляются от двух бездыханных детских трупов. Души безвинно убитых детей не могут обрести покой и начинают мстить всем, кто был причастен к убийству. Вскоре все виновные в смерти детей один за другим (включая отчима, продавшего детей преступникам) понесут заслуженное наказание…

## В ролях
| Актёр                     | Роль                            |
| ------------------------- | ------------------------------- |
| Элизабет Пимента Боаретто | сотрудница полиции Сильвия Руна |
| Лучия Прато               | Лина                            |
| Руссо Гаэтано             | Фред (в титрах — Роналд Руссо)  |
| Джорджо Керони            | Марио                           |
| Марио Сандра Де Лука      | Станко                          |
| Сильвия Чиполлоне         | Гретель                         |
| Массимилиано Чиполлоне    | Гензель                         |
| Пауль Мюллер              | прокурор                        |
| Морис Поли                | комиссар Рой                    |
| Бриджит Кристенсен        | Соланж (нет в титрах)           |
| Зора Керова               | женщина в ванной (нет в титрах) |

## Съёмочная группа
- Режиссёры: Джованни Симонелли, Лучо Фульчи
- Продюсеры: Луиджи Наннерини, Антонио Лучиди
- Сценарист: Джованни Симонелли
- Оператор: Сильвано Тессичини
- Композитор: Ланфранко Перини